# Antonio Vignali

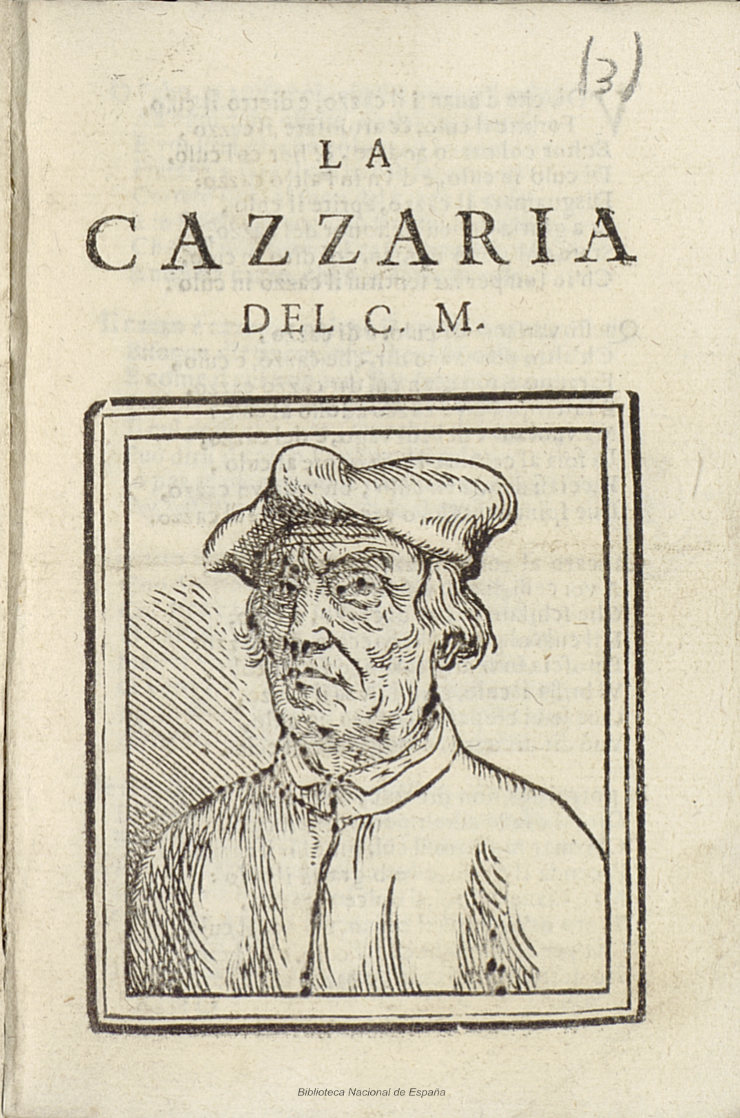
Cubierta de La cazzaria, obra de Antonio Vignali, ejemplar de la Biblioteca Nacional de España

Antonio Vignali (o Antonio Vignali di Bonagiunta, Siena, 19 de noviembre de 1500-Milán, 2 de abril de 1559), también conocido por su pseudónimo literario Arsiccio Intronato, fue un escritor y poeta italiano, conocido especialmente por su obra pornográfica La cazzaria (en español La carajería, esto es, el tratado del «carajo»  o del falo).
Vignali nació en Siena y recibió los nombres de Giacomo Antonio Pietro. Fue miembro de una confraternidad sienesa denominada Accademia degli Intronati, dedicada al cultivo refinado de las artes y de los placeres, caracterizada por su amor por el lujo y el erotismo, además del carácter aristocrático de sus miembros. Se inspiró en ella para tomar su pseudónimo literario de Arsiccio Intronato.
Debido a las tensiones políticas de Siena, debió huir de la ciudad y marchó a Milán, donde tuvo la protección del cardenal Cristoforo Madruzzo. Asistió a la caída de la República de Siena y a su consiguiente represión.
En 1541 visitó Sevilla. Es posible que esta circunstancia explique la presencia de La cazzaria entre los libros de la llamada Biblioteca de Barcarrota, descubierta en 1992.

## La cazzaria
Hacia 1531 se publicó en Venecia (quizá sin consentimiento del autor) La cazzaria (La carajería), diálogo pornográfico y priapesco entre dos personajes pertenecientes a la Accademia dei Intronati (uno de ellos Marcantonio Piccolomini), en el que utilizó un lenguaje crudo y vulgar para exaltar el pene masculino y sus hazañas amorosas, con numerosas alusiones homosexuales, con muestras explícitas de misoginia, anticlericalismo y de crítica a la situación política en Siena. La obra circuló clandestinamente en la época y su posesión fue, por ejemplo, una de las causas del proceso inquisitorial contra Francesco Calcagno, quien fue ejecutado en Venecia en 1550. Pasado el tiempo, fue recuperada a principios del siglo XVIII por Bernard de La Monnoye, quien lo tradujo al francés y fue publicada por Isidore Liseux.

## Obras
- La cazzaria de lo Arsiccio Intronato, Venezia [ca. 1531]
- Dulpisto, dialogo alla nobilissima signora Aurelia Petrucci, 1540
- Lettera alla gentilissima madonna, 1557 (serie de proverbios dirigidos a la ciudad de Siena)
- La Floria, comedia dell'Arsiccio Intronato, 1560